# La Piedra (Burgos)
La Piedra es una localidad situada en la provincia de Burgos, comunidad autónoma de Castilla y León (España), comarca de Páramos, ayuntamiento de Basconcillos del Tozo.

## Apellido
"La Piedra”, es un apellido de toponimia menor de origen en la localidad.  Cuando se habla de "topónimos menores", se hace referencia a espacios rurales, aldeas o pueblos...
- Total residentes en España con apellido "La Piedra" = 15

## Comarca delTozo
El Tozo es el apellido de una comarca administrativa ampliada por la fusión de los Ayuntamientos de Basconcillos del Tozo y La Piedra. Se encuentra a menos de 50 kilómetros de la capital burgalesa, ocupa una extensión 8927 hectáreas. Es una zona de transición a la montaña y ello se ve reflejado en el clima semi-húmedo y frío, con inviernos fríos, duros y largos, con abundancia de nieves y heladas, y veranos cortos y secos. Con grandes oscilaciones termométricas. La lluvia, bastante abundante, queda muy repartida estacionalmente, con la excepción de un periodo más seco de julio y agosto.
- Vía Pecuaria

En el término municipal de Basconcillos, existe una vía pecuaria denominada “Colada del Camino Real de Burgos a Aguilar”.
Esta vía pecuaria posee una anchura variable y una longitud dentro del término municipal de 17,5 km aproximadamente, siendo su dirección sudoeste-noroeste.
- Éxodo rural

Desde la década de los 60 la zona ha perdido cerca de 1000 habitantes. Esta despoblación en parte se debió a las malas condiciones agrícolas como consecuencia de la calidad y posibilidades de la tierra. Pero sobre todo se debió al afán de progresar de los jóvenes, que emigraban hacia los puntos de actividad industrial.
- Protección ambiental

La importancia de la Comarca El Tozo a niveles faunístico y ambiental viene refrendada por diversas figuras de protección ambiental:
Las ZEPA y los LIC (Lugar de Importancia Comunitaria), la antesala de lo que en un futuro próximo se conocerán como ZEC (Zonas de Especial Conservación) forman parte de la RED NATURA 2000, atendiendo respectivamente a la Directiva Comunitaria 79/409/CEE, relativa a la Conservación de las Aves Silvestres, y a la directiva 92/43/CEE, sobre hábitats. Estos lugares protegidos son sitios privilegiados desde el punto de vista ambiental y pueden llegar a ser un importante motor de desarrollo socioeconómico para una Comarca tan deprimida como ésta. La conservación de las aves en España y toda Europa depende, hoy en día de una adecuada gestión de las aéreas rurales, gestión a la que inexorablemente deberán destinarse fondos europeos, cada vez en mayor medida. 
LIC denominado Humada-Peña Amaya, ZEPA denominada Humada-Peña Amaya y el LIC denominado Riberas del río Arlanzón y afluentes río Urbel
Localidades de referencia: Humada, Basconcillos del Tozo, Rebolledo de la Torre
Especies por las que se declara ZEPA: Alimoche, buitre leonado, aguilucho pálido, aguilucho cenizo y más de 268 catalogadas.
Época aconsejada de visita: primavera, otoño

## El caserío
Su actual caserío está formado por recias construcciones populares de piedra de sillería, con evidente influencia de la cerrada casa del páramo, más apropiada al riguroso clima invernal.

## Situación administrativa
Entidad Local Menor cuyo alcalde pedáneo es Gerardo Acero Iglesias del Partido Socialista Obrero Español.
- Municipio: Basconcillos del Tozo
- Comarca: Páramos/Las Loras
- Mancomunidades: Páramos y Valles
- Zona Turística: Páramos/Las Loras
- Partido judicial: Burgos

## Relevancia histórica:Páramos
- Desde estos alfoces, se fraguó Castilla.

En el año 860, el rey Ordoño I manda al conde Rodrigo repoblar la vieja ciudad cántabra de Amaya (conquistada por Augusto, Leovigildo, Tarik y Alfonso I). Su hijo Diego Porcelos fundaría Burgos en 884 y desde entonces Castilla no pararía de extender sus territorios.
La creación de los alfoces, es de capital importancia para comprender esta expansión. La misión primordial fue desde el principio militar, participando además en la hueste regia, cuando se les requería para hacer frente a las grandes acometidas del Islam. De esta manera contribuían a la normalización del régimen aldeano y la protección a escala local.
El alfoz de la Piedra, citado en 1029, con otros siete lugares: Talamillo del Tozo, Fuente Úrbel del Tozo, Santa Cruz del Tozo, Úrbel del Castillo, Quintana del Pino, La Nuez de Arriba y Montorio, con 11 DESPOBLADOS más. Tenía este alfoz dos castillos, La Piedra y Urbel, destinados en un principio a cerrar la penetración en el alto curso del río Urbel, recuerdo de la primera línea defensiva del baluarte de los siglos VIII y IX. La cabecera del alfoz era La Piedra, que daba nombre al alfoz.

## Historia

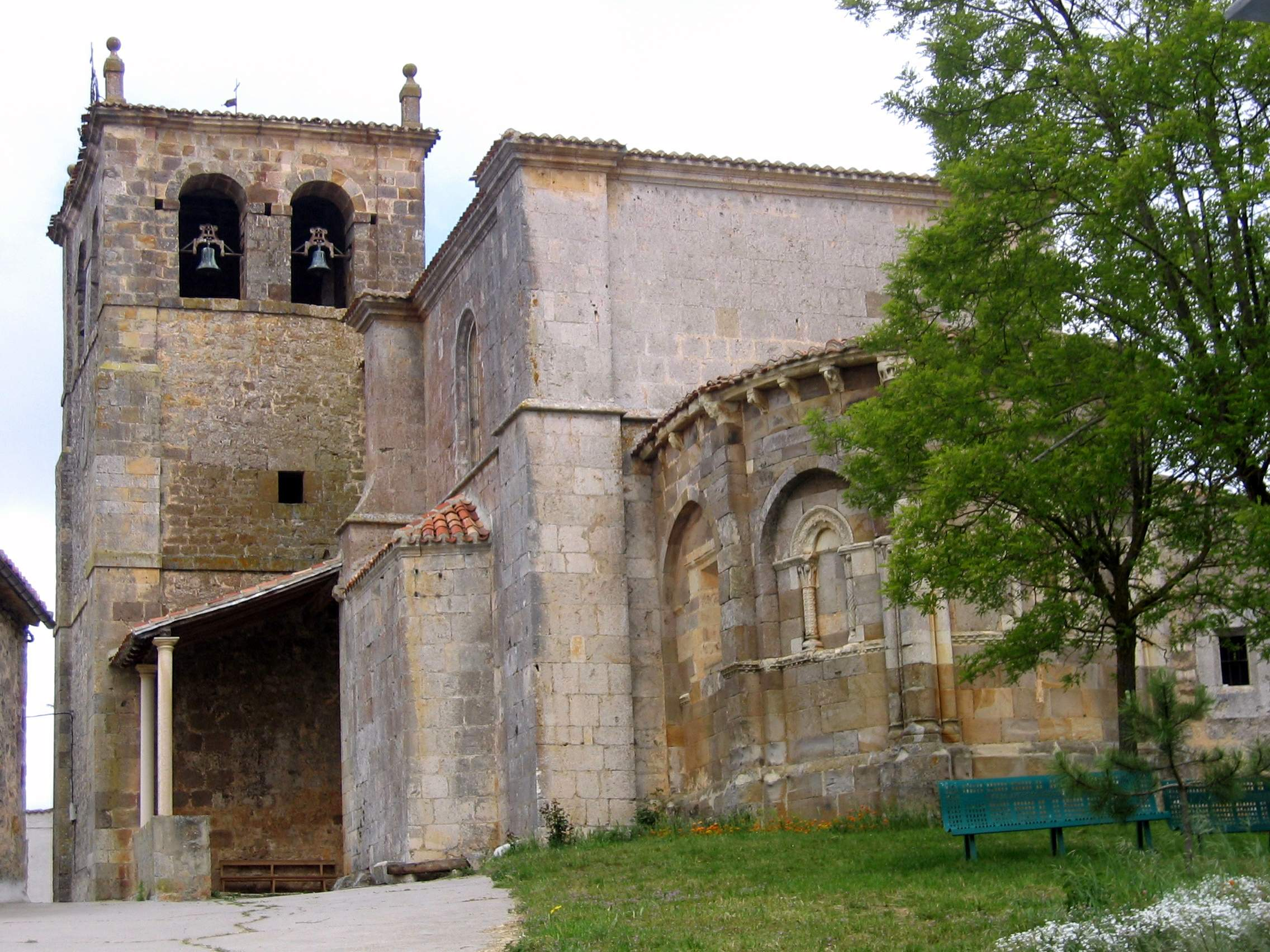
Iglesia de Santa María de la Piedra, con artístico ábside románico

Situada muy cerca del recién nacido río Úrbel, este lugar fue durante la Alta Edad Media capital de un pequeño alfoz.
Aparece por primera vez su nombre en un documento fechado en el reinado de Sancho el Mayor el año 1029 en el cartulario de San Juan de la Peña como propiedad de Doña Oñeca hermana del conde de Castilla Sancho García. Posteriormente tras la muerte de Sancho el Mayor, La Piedra quedaría dentro del Reino de Pamplona, hasta que Diego Flaínez en 1055 reconquistara para Castilla este estratégico castillo que junto con el de Úrbel del Castillo cerraba el paso a través del valle del alto Úrbel.
Lugar que formaba parte de la Cuadrilla del Tozo en el Partido de Villadiego , uno de los catorce que formaban la Intendencia de Burgos, durante el periodo comprendido entre 1785 y 1833, en el Censo de Floridablanca de 1787 , jurisdicción de señorío siendo su titular el duque de Frías, alcalde pedáneo.
Antiguo municipio de Castilla la Vieja en el partido de Villadiego código INE- 09264

## Demografía
| Gráfica de evolución demográfica de La Piedra entre 1842 y 1970 |
| |
| Población de derecho según los censos de población del INE. Población de hecho según los censos de población del INE.Entre el censo de 1857 y el anterior, crece el término del municipio porque incorpora a Fuente Urbel, La Rad y Santacruz del Tozo. Entre el censo de 1981 y el anterior, este municipio desaparece porque se integra en el municipio Basconcillos del Tozo. |

En el censo de la matrícula catastral contaba con 17 hogares y 46 vecinos.
Entre el censo de 1857 y el anterior, crece el término del municipio porque incorpora a 095048 Fuente Úrbel, 095114 La Rad y 095140 Santa Cruz del Tozo.
Entre el censo de 1981 y el anterior, este municipio desaparece porque se integra en el municipio Basconcillos del Tozo, el conjunto formado por las cuatro localidades tenía una extensión superficicial de 3173 hectáreas y contaba con 95 hogares y 376 vecinos.
| 1842 | 1857 | 1860 | 1877 | 1887 | 1897 | 1900 | 1910 | 1920 | 1930 | 1940 | 1950 | 1960 | 1970 |
| ---- | ---- | ---- | ---- | ---- | ---- | ---- | ---- | ---- | ---- | ---- | ---- | ---- | ---- |
| 46   | 505  | 517  | 526  | 509  | 472  | 473  | 518  | 514  | 549  | 522  | 596  | 527  | 376  |

- Estadística Diocesana

Según la primera Estadística Diocesana realizada en el 1858, este era el número de almas que tenía cada pueblo: Arcellares, 81; Barrio Panizares 159; Basconcillos, 87; Fuente Úrbel, 110; Hoyos del Tozo, 108; La Piedra, 173; La Rad, 67; Prádanos del Tozo, 79; Santa Cruz, 155; San Mamés de Abar, 173; Trashaedo, 91 y Talamillo, 125. Todos estaban incorporados a la Vicaría de La Rad.

## Paisaje
La Piedra es uno de los pueblos con mayor personalidad, tanto paisajista como histórica de toda la comarca del Tozo. Presidido por un enorme afloramiento calizo que se alza justo encima del caserío.

## Parroquia
Románica
- Párroco: José Valdavida Lobo

Elementos Protegidos de Interés Cultural
- Iglesia parroquial
- Casona I
- Pilón